# 北浴乡
北浴乡，是中华人民共和国安徽省安庆市宿松县下辖的一个乡镇级行政单位。

## 行政区划
北浴乡下辖以下地区：
廖河村、罗汉山村、迎宾村、四吉村、滑石村和马厂村。